# Kodaira Kunihiko

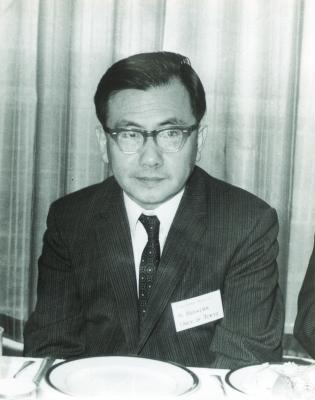
Kunihiko Kodaira (1969)

Kodaira Kunihiko (japanisch 小平 邦彦; * 16. März 1915 in der Präfektur Tokio; † 26. Juli 1997 in Kōfu) war ein japanischer Mathematiker, der 1954 wegen besonderer Verdienste um die Mathematik mit der Fields-Medaille ausgezeichnet wurde.

## Leben
Der Vater von Kodaira war Agrarwissenschaftler und zeitweise Vizeminister für Landwirtschaft in Japan. Kodaira graduierte 1938 an der Kaiserlichen Universität Tokio in Mathematik und 1941 in Physik. 1944–1951 war er außerordentlicher Professor für Physik in Tokio. Zu dieser Zeit (Zweiter Weltkrieg) war Japan größtenteils isoliert und es war für japanische Wissenschaftler nicht möglich, die Kontakte zu anderen Wissenschaftlern in der Welt aufrechtzuerhalten. Kodaira jedoch fand einen Weg, auch weiterhin die Veröffentlichungen von Hermann Weyl, Marshall Stone, John von Neumann, William Hodge, André Weil und Oscar Zariski zu lesen zu bekommen, sowie seine eigenen Arbeiten zu veröffentlichen.
1949 veröffentlichte er in den angesehenen Annals of Mathematics eine Arbeit Harmonic fields in Riemannian manifolds- generalized potential theory, die die Aufmerksamkeit von Weyl und Donald Spencer errang und zu einer Einladung nach Princeton führte. Von 1949 bis 1961 war Kodaira Mitglied des Institute for Advanced Study in Princeton. 1961/62 verbrachte er ein Jahr an der Harvard-Universität. 1962 bekam er einen Lehrstuhl für Mathematik an der Johns-Hopkins-Universität, 1965 nahm er einen Lehrstuhl für Mathematik an der Stanford-Universität an. 1967 verließ Kodaira Stanford und kehrte nach Japan zurück, wo er an der Universität von Tokio ebenfalls einen Lehrstuhl für Mathematik erhielt.
Die Arbeiten von Kodaira deckten viele Themen innerhalb der Mathematik ab. Seine Hauptarbeiten lagen im Bereich der Differentialgleichungen (wo er von Weyl beeinflusst war), der Theorie der harmonischen Integrale (Hodge-Theorie) und deren Anwendung in der algebraischen Geometrie. In den 1960er-Jahren beschäftigte er sich mit der Klassifikation kompakter komplex-analytischer Flächen (Kodaira Dimension u. a.), wobei er die Arbeiten der italienischen Schule der algebraischen Geometrie mit strengen Beweisen versah und stark erweiterte. Während seiner Zeit in Princeton arbeitete er u. a. mit Friedrich Hirzebruch und seinem langjährigen Kollaborator (ab 1949) Donald Spencer (Kodaira-Spencer Theorie, Deformation komplexer Strukturen).
In seinem Einbettungssatz zeigte er, dass kompakte Kählermannigfaltigkeiten, in denen die Metrik nicht nur mit einer Kählerform kompatibel, sondern eine Hodge-Metrik ist, analytisch in einen projektiven (komplexen) Raum eingebettet werden können, mit anderen Worten sie sind durch homogene Polynome in komplexen Variablen definiert. Da umgekehrt auch projektive algebraische Varietäten Hodge-Varietäten sind, lässt sich der Satz auch so formulieren, dass im Komplexen kompakte Hodge-Mannigfaltigkeiten und projektive algebraische Varietäten isomorph sind. Es gibt aber auch Kähler-Mannigfaltigkeiten, die keine Hodge Mannigfaltigkeiten sind, zum Beispiel bestimmte komplexe Tori. Kodaira zeigte für zwei-dimensionale Mannigfaltigkeiten, dass sich kompakte Kählermannigfaltigkeiten in algebraische Varietäten deformieren lassen und vermutete, dass dasselbe in höheren Dimensionen gilt. Hier fand allerdings Claire Voisin ein Gegenbeispiel.
Zu seinen Studenten zählt Walter Baily und (nach dessen eigenen Worten) Friedrich Hirzebruch, der von 1952 bis 1954 am Institute for Advanced Study war. Beide waren später enge Freunde von Kodaira.
Er war mit Seiko, einer Schwester des Mathematikers Iyanaga verheiratet.
Kodaira wurde Ehrenmitglied in vielen Gelehrten-Gesellschaften; besonders zu erwähnen ist die Ehrenmitgliedschaft in der London Mathematical Society (Londoner Mathematischen Gesellschaft, 1979) sowie die Verleihung der Fields-Medaille 1954 (auf besonderes Betreiben von Weyl). 1957 wurde er mit dem japanischen Kulturorden ausgezeichnet. Des Weiteren war er Mitglied der National Academy of Sciences (seit 1975), der American Academy of Arts and Sciences (seit 1978), der Akademie der Wissenschaften zu Göttingen und der Japanischen Akademie der Wissenschaften.
Zu seinen Doktoranden gehören Walter Baily und James Morrow.
Im Jahr 1998 wurde der Asteroid (6964) Kunihiko nach ihm benannt.

## Schriften
- Complex Manifolds and Deformation of Complex Structures, Springer-Verlag, Grundlehren der mathematischen Wissenschaften 283, 1986, Nachdruck 2004 (Classics in Mathematics), ISBN 3-540-22614-1 (mit Appendix von Daisuke Fujiwara)[5]
- Introduction to Complex Analysis, Cambridge University Press, 1985, ISBN 0-521-24391-2.
- Complex Analysis, Cambridge Studies in Advanced Mathematics 107, Cambridge University Press, 2007, ISBN 0-521-80937-1.
- Mit James Morrow: Complex manifolds. New York: Holt, Rinehart and Winston 1971, AMS Chelsea Publishing 2006.
- Kunihiko Kodaira: Collected Works, 3 Bde., Iwanami Shoten, Princeton University Press, 1975 (Hrsg. und Vorwort Walter Baily).